# Маннгейм, Виктор
Виктор Майер Амеде Маннгейм (фр. Victor Mayer Amédée Mannheim; 17 июля 1831, Париж — 11 декабря 1906, Париж) — французский математик и инженер.
Окончив Политехническую школу (1848), служил офицером в артиллерии, затем, не увольняясь из армии, вернулся в свою alma mater как преподаватель (1859). С 1864 года профессор начертательной геометрии. В 1890 году вышел в отставку с военной службы в чине полковника, однако до 1901 года продолжал преподавать.
В 1877 году занимал пост президента Французского математического общества, в 1878 году избран почётным членом Лондонского математического общества. В 1872 году был удостоен Премии Понселе.
В настоящее время имя Мангейма связывается преимущественно с решающим усовершенствованием, которое он внёс в конструкцию логарифмической линейки: в 1850 году он предложил добавить к ней бегунок, нагляднее показывающий полученные результаты.